# Amico Aspertini
Amico Aspertini (* um 1474/1475 vermutlich in Bologna; † 1552 in Bologna) war ein italienischer Renaissancemaler und -bildhauer der Bologneser Schule.

Der heilige Sebastian, Washington, National Gallery of Art

## Leben
Amico Aspertini ist der bekannteste Vertreter einer Bologneser Künstlerfamilie. Sowohl der Vater, Giovanni Antonio Aspertini, als auch zwei seiner Brüder, Leonello und Guido waren als Maler tätig. Sein Handwerk erlernte er bei seinem Vater, bevor er später als Gehilfe in den Werkstätten von Ercole de Roberti, Lorenzo Costa der Ältere und Francesco Francia tätig war und sich dort weiterbildete. Gleichzeitig übte die nordische Malerei, insbesondere die von deutschen und altniederländischen Künstlern, einen bleibenden Eindruck auf ihn aus. Während einer wahrscheinlich frühen Reise nach Florenz lernt er vermutlich Filippino Lippi kennen, dessen Werk von einigem Einfluss auf Amicos Frühwerk war. Zwischen 1496 und 1503 war er in Rom tätig. Des Weiteren sind auch Aufenthalte in Lucca, Mantua und Siena dokumentiert. Von 1527 bis 1528 sowie von 1531 bis 1534 weilte er abermals in Rom.
Schon früh wurde Aspertini durch antike Künstler beeinflusst. Später ließ er sich von der Kunst des Michelangelo begeistern. Die Werke Amico Aspertinis sind sehr phantasievoll und verbinden die verschiedensten Einflüsse zu einem ganz eigenen Stil. Mit Begeisterung nahm er die Einflüsse des beginnenden Manierismus in sich auf. Er galt bald als ein Maler, der sich nicht an die künstlerischen Normen hielt und einen völlig eigenen Weg beschritt. Dies hatte zur Folge, dass seine Werke sehr gesucht waren und er mit zahlreichen Aufträgen bedacht wurde. Neben seiner Malerei erfreuten sich auch seine plastischen Werke einer hohen Wertschätzung, so dass anzunehmen ist, dass er auch die Bildhauerei nicht nur aus Liebhaberei betrieb.

## Werke

### Gemälde
- Baltimore, Walters Art Museum
  - Bildnis einer Frau.
- Bergamo, Accademia Carrara
  - Clelias Flucht.
- Berlin, Gemäldegalerie
  - Die Anbetung der Hirten. Um 1500–1510
- Bologna, San Martino
  - Die Grablegung Christi. 1505/06
  - Maria mit dem Kinde und Heiligen. 1515
- Bologna, San Petronio
  - Die Beweinung Christi mit vier Heiligen. 1519
  - Orgelflügel. 1531
- Bologna, Certosa San Girolamo
  - Zwei Pulttafeln.
- Bologna, Collezione privata
  - Penthesilea-Täfelchen. Um 1534/35
  - Die Heilige Familie Lucco.
- Bologna, Museo Civico Davia Bargellini
  - Bildnis eines Mannes (zugeschrieben)
- Bologna, Palazzo della Viola
  - Bemalte Kassettendecke. 1540/43
- Bologna, Pinacoteca
  - Die Anbetung des Kindes mit Heiligen (Tirocinium). 1504/05
  - Die Anbetung der Könige. 1505/06
  - Maria mit dem Kinde.
  - Die Heilige Familie (zugeschrieben)
- Budapest, Szépmüvészeti Múzeum
  - Drei Engel (Fragment).
- Cambridgem Fitzwilliam Museum
  - Die Enthauptung des heiligen Johannes des Täufers (zugeschrieben)
- Cardiff, National Museum & Gallery Cardiff
  - Maria mit dem Kinde zwischen den Heiligen Helena und Franziskus. Um 1520
- Como, Museo Civico Archeologico
  - Albertus Magnus und Johannes Duns Scotus (FAZ 3. Dezember 2008, Seite 34)
- Esztergom, Keresztény Múzeum
  - Bildnis eines Mannes.
- Florenz, Galleria degli Uffizi
  - Die Anbetung der Hirten. Um 1536
- Florenz, Collezione Longhi
  - Die Geburt Christi. Um 1503
  - Die Anbetung Christi. Um 1503
  - Die Flucht nach Ägypten. Um 1503
  - Christus mit Maria und Joseph. Um 1530
- Florenz, Collezione Loeser
  - Apoll mit Muse.
- Frankfurt am Main, Städelsches Kunstinstitut
  - Bildnis eines Mannes.
- Gotha, Schloss Friedenstein
  - Die Gefangennahme Christi.
- Gubbio, Palazzo dei Consoli
  - Bacchischer Triumph.
- Hannover, Niedersächsisches Landesmuseum
  - Die Diskussion des heiligen Augustin.
- Leipzig, Museum der bildenden Künste
  - Der heilige Sebastian (zugeschrieben)
- Lucca, Pinacoteca
  - Maria mit dem Kinde in der Mandorla und Heiligen. Um 1515
- Madrid, Museo Thyssen-Bornemisza
  - Bildnis des Tommaso Raimondi. Um 1500
- Madrid, Museo del Prado
  - Der Raub der Sabinerinnen. Um 1500–1503
  - Die Enthaltsamkeit Scipios.
- Mailand, Collezione Saibene
  - Anbetung des Kindes. 1510/12.
- Mellerstain, Collection Haddington
  - Bildnis eines Geistlichen
  - Bildnis der Donna Biavati.
- Modena, Galleria Estense
  - Die mystische Verlobung der heiligen Katharina
- Oxford, Christ Church
  - Maria mit dem Kinde, Heiligen und Engel.
- Paris, San Nicolas des Champs
  - Die Heilige Familie mit Stifter und Heiligen. Um 1519–1535.
- Rom, Galleria Nazionale (Palazzo Barberini)
  - Der heilige Joseph.
- Rom, Galleria Spada
  - Die Heiligen Christophorus und Lukas.
- Siena, Pinacoteca
  - Die Tugenden.
- Stockholm, Slg. Malmgren
  - Maria mit dem Kinde (Madonna mit der Nelke).
- Washington, National Gallery
  - Der heilige Sebastian. 1504.
- Wien, Sammlung Tucher
  - Ein Schreibender (zugeschrieben)
- Verbleib unbekannt
  - Drei Cassone-Fragm. (ehem. Slg Finally)
  - Die Anbetung des Kindes.
  - Die Flucht nach Ägypten (ehem. Slg Goldmann)
  - Bildnis eines Jüngling (ehem. Gal. Fischer)
  - Maria mit dem Kinde und dem Johannesknaben.
  - Genreszen.
  - Maria mit dem Kinde (ehem. Sant'Adriano)

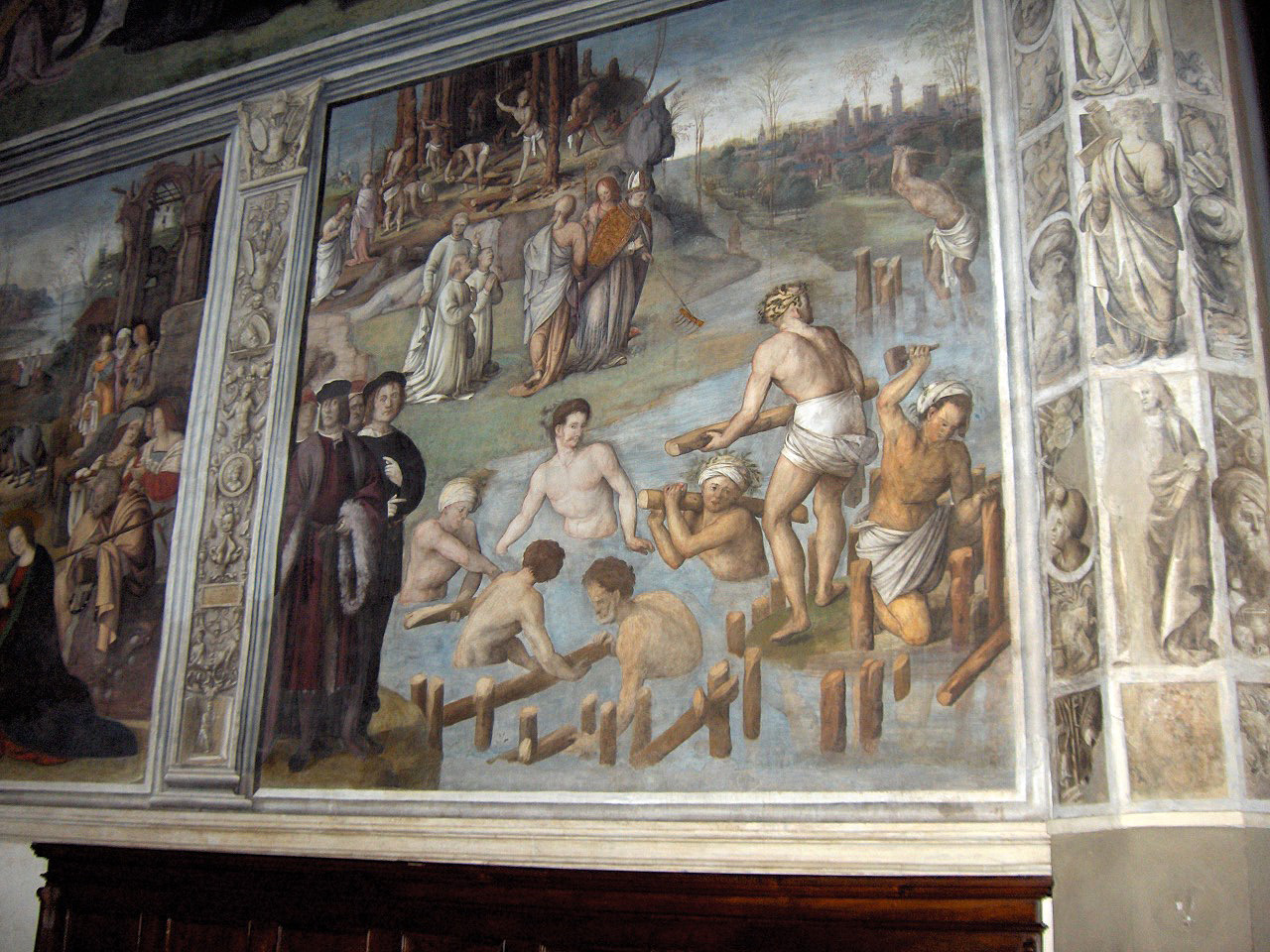
Umleitung des Flusses Serchio

### Fresken am Originalstandort
- Bologna, Oratorio di Santa Cecilia
  - Enthauptung des Valerian und seines Bruders Tiburzio (Decapitazione di Valeriano e suo fratello Tiburzio). 1505/06
  - Begräbnis der Märtyrer (Sepoltura dei martiri). 1505/06
- Lucca, San Frediano

1. Capella di S. Agostino o dei Priori (Sankt-Augustin- oder Prioren-Kapelle). Die unteren Fresken messen je 2,80 × 2,80 m. Die Ausmalung kann in die Jahre 1508–1509 datiert werden:[1]
  - Rechte Seite unten:
    - Umleitung des Serchio durch S. Frediano (S. Frediano argina il fiume Serchio) und
    - Die Anbetung der Hirten (Natività del Cristo).
    - In der Lunette darüber: Die (päpstliche) Anerkennung der Augustinus-Regel (Approvazione della regola di S. Agostino).

  - Linke Seite unten:
    - Die Taufe des hl. Augustinus durch St. Ambrosius (S. Ambrogio che battezza S. Agostino) und
    - Die Überführung des Volto-Santo-Kreuzes von Luni nach Lucca (Il trasporto del Volto Santo da Luni). Zeitgenössische Darstellung des Volto Santo: der bekleidete Korpus trägt den Schmuck von 1384 und eine Vierbügelkrone des 14. Jahrhunderts.
    - In der Lunette darüber: Kreuzabnahme (Deposizione di Cristo).

  - Deckenmalerei: Gottvater umgeben von vier Propheten, vier Sibyllen und Engelchen.
  - Pilastermalerei: Monochrome Grotesken als Umrahmung von vier Szenen aus dem Leben Jesu, vier Tondi mit Halbfiguren von Heiligen, die in Lucca hauptsächlich verehrt wurden, und sechs Aposteldarstellungen.
2. Innenfassade. 
  - Linke Seite: Wandgemälde (2,65 × 2,05 m) mit Maria und Kind über einem Fries mit vier Heiligen, ebenfalls von 1508 bis 1509.

### Skulpturen
- Berlin, Skulpturensammlung
  - Laokoon (zugeschrieben)
- Bologna, San Petronio
  - David. 1510
  - Moses. Um 1510
  - Christus. Um 1526–1530
  - Nikodemus. Um 1526–1530
  - Benjamin bringt dem Pharao den Becher zurück.
  - Das Begräbnis der Frau Jakobs.
  - Joseph wird in den Brunnen geworfen.
  - Joseph wird von seinen Brüdern verkauft.
  - Joseph und Potiphars Frau.
  - Der Bau der Arche.
- Bologna, San Martino
  - Bildnis des Filippo Beroaldo.
- Bologna, Museo Civico
  - Grabstein.
- Florenz, Collezione privata
  - Hochzeit von Kanaa.
- Lucca, San Frediano
  - Grabstein des Pasquino Cenami. 1506